# Zizin, Brașov
Zizin (în maghiară Zajzon, în germană Zuisendorf) este un sat în comuna Tărlungeni din județul Brașov, Transilvania, România.
Localitatea a primit indicatorul de sat european pentru dezvoltarea infrastructurii, protecția mediului și servicii sociale pentru cei defavorizați, introducerea telefoniei fixe și mobile, acțiuni de protecție a mediului, introducerea rețelei de electricitate în zonele locuite de minoritatea romă.

## Demografie
La recensământul din 1930 au fost înregistrați 1.253 locuitori, dintre care 908 luterani, 274 ortodocși, 36 reformați, 15 romano-catolici ș.a.

## Resurse ale subsolului
Satul dispune de resurse naturale care în momentul de față nu sunt foarte exploatate și anume: apele minerale carbogazoase,argilă pentru cărămidă și țiglă, nisip și pietriș din albia pârâurilor necesare în construcție.

## Economia
Producția este diversificată, de la ouă, păsări și produse agricole, până la apă minerală, pâine și produse de panificație, spirt, cuie, fierăstraie și mașini agricole, cherestea și produse rezultate din prelucrarea lemnului, cărămidă, bolțari și alte materiale de construcții.

## Zootehnia
Efectivele de animale de pe teritoriul satului au urmat în ultimii ani o curbă descendentă, datorită prețurilor mici de valorificare ale produselor obținute de la acestea.

## Învățământul
În momentul de față în satul Zizin învățământul se desfășoară în paralel și în limba română și în cea maghiară.

## Sănătatea
Activitatea medicală este asigurată în momentul de față prin dispensarul medical din Zizin.

## Cultura și arta
Zizin face parte din Șapte Sate și prin extindere din Țara Bârsei, teritoriu care alături de zona Branului, a Făgărașului și a Sibiului erau denumite „mocănești”.
În activitatea de zi cu zi nu se mai păstrează portul tradițional, mocănesc și ceangăiesc, acestea pot fi văzute numai cu ocazia anumitor sărbători, când atât tinerii cât și bătrânii îmbracă hainele tradiționale
Cele două etnii care trăiesc și se împacă bine de sute de ani, români și maghiari, au reprezentative în momentul de față, dintre dansurile populare, călușarul și boricza. 

## Boricza
Boricza este dansul specific zonei. Acest dans este practicat de băieți, pe timpul ierni, de obicei între sărbătorile iernii (între Crăciun și Anul nou). În această zi băieți îmbrăcați în costumul popular, pornesc și dansează în curțiile oamenilor, iar gazda cât este de mulțumit îi poftește în casă la un pahar de vin cald sau la o țuică, iar dacă nu, le dă bani, și acești bani sunt împărțiți între dansatori.

## Obiceiuri și tradiții
Dintre activitățile din gospodăriile locale, au mai rămas cele legate de sărbătorile religioase, și anume: vopsitul și încondeiatul ouălor, cetele de colindători de Crăciun și Anul Nou și Balul Bisericii. O dată cu apariția Legii arendei, fermierii interesați de suprafețe mai mari de teren, le pot arenda de la proprietari într–un cadru legal în schimbul banilor sau produselor agricole pe care le stabilesc prin contractul de arendare.
În ceea ce privește organizarea stânelor, aceasta se stabilește printr-o adunare cetățenească la care participă toți crescătorii de animale și unde ciobanii fac oferte pentru perioada 1 mai – 30 noiembrie, stabilindu-se cantitatea de brânză, plata pentru fiecare animal, momentul montei. În funcție de ofertele făcute, crescătorii de animale stabilesc la care dintre ciobani încredințează animalele. Urcatul la munte se face între 30 aprilie – 5 mai, când ciobanii adună animalele la marginea fiecărei localități. Tunsul oilor se face în perioada 20 martie – 3 aprilie de proprietari sau pe 20 mai de ciobani. Măsura laptelui se face în 10 iulie, când proprietarii merg de seară la stână iar animalele nu se mulg seara ci numai dimineața. În funcție de cantitatea mulsă se stabilește cantitatea de 4 kg brânză de burduf pentru o vacă și 6 kg brânză de burduf și un kg urdă pe oaie. Alesul oilor se face pe 30 noiembrie când ciobanii le aduc în sat și proprietarii le recunosc după semnele particulare făcute de fiecare; în caz de oaie pierdută fără semn, proprietarul este despăgubit cu altă oaie sau cu valoarea oii. Alesul vacilor se face între 31 octombrie – 1 noiembrie.
Stâna este construită în general din lemn de brad, acoperită cu carton asfaltat peste care se pune cetină de brad. Are un compartiment unde se fierbe zerul și ciobanii fac mâncarea, un compartiment de prelucrare a brânzei și a cașului și un compartiment de păstrare. Acesta din urmă se sapă la 50 cm pentru a se asigura o temperatură mai scăzută. Animalele se țin pe timpul nopții în coșare și se mulg în țarcul numit strungă, format din coșare de brad și comarnic. Acesta din urmă este format din scândură de brad și o platformă de scândură. Oile se mulg în găleți de lemn de trei ori pe zi. Laptele se fierbe în cazane de alamă și se prelucrează într-un ciubăr de lemn. După ce se încheagă laptele, cașul se ridică într-o pânză, în crintă după care zerul se pune la fiert și se obține urda care se mestecă cu o lopețică numită botic. Urda se ia și se pune în zăgârne – plase de tifon.

## Personalități
- István Zajzoni Rab (1832 – 1862), poet, ziarist și folclorist ceangău.

## Galerie imagini

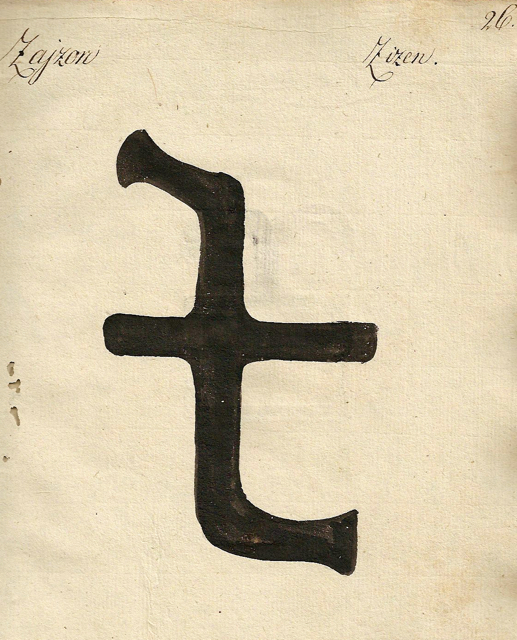
1826 - Danga pentru vitele din Zizin